# 立普思
立普思是一家台灣機器視覺領域的整合系統供應商，提供 3D 影像視覺解決方案。主要業務為設計、定制和生產 3D 深度相機 ，開發 3D 視覺軟體與系統，以光度立體（Stereo）、結構光（Structured Light）及時間差（Time-of-Flight, ToF）技術為原理。

## 歷史
2013年，立普思由MIT計算機科學與人工智慧實驗室畢業生團隊成立，現任執行長劉凌偉為其中一員。